# Rajendra Prasad
Pour les articles homonymes, voir Prasad (homonymie).
Rajendra Prasad, né le 3 décembre 1884 à Zeradei et mort le 28 février 1963 à Patna, est un homme d'État indien, le premier président de l'Inde.

## Biographie

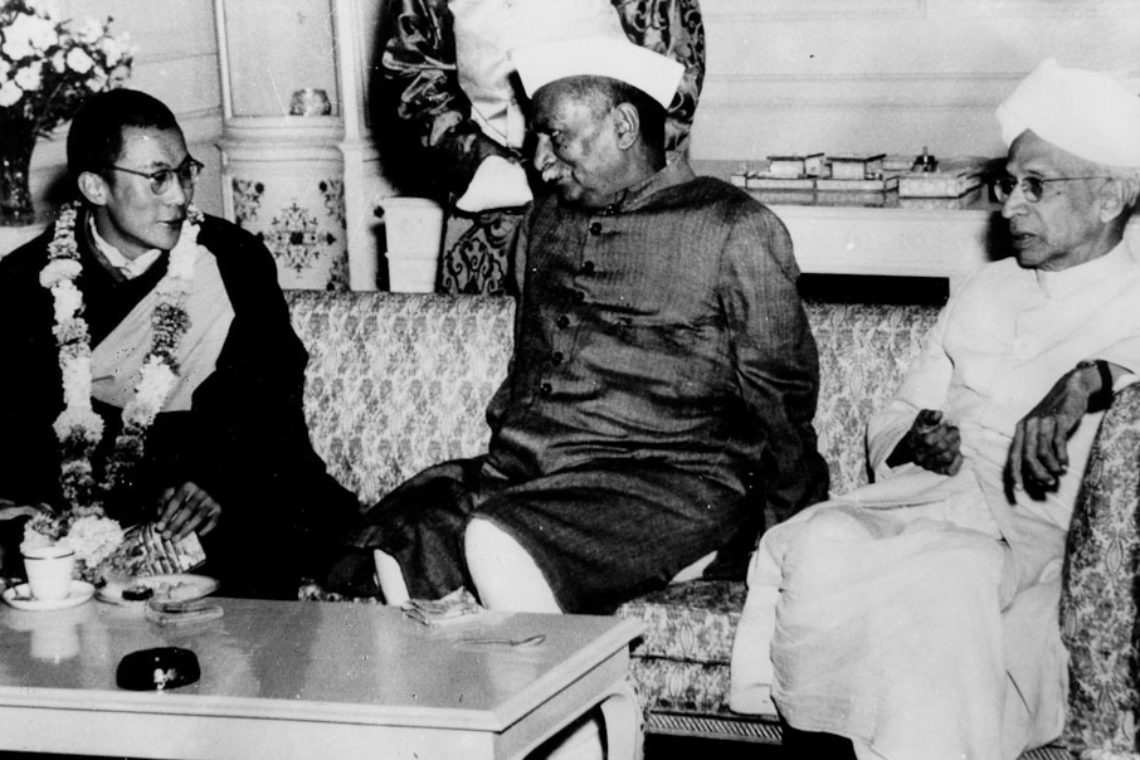
Le dalaï-lama avec le président Rajendra Prasad et le vice-président Sarvepalli Radhakrishnan 5 décembre 1956 au Rashtrapati Bhavan.

Le 5 décembre 1956 le président Rajendra Prasad, le vice président Sarvepalli Radhakrishnan et Nehru reçoivent le dalaï-lama lors de sa visite en Inde